# Gênero fotográfico

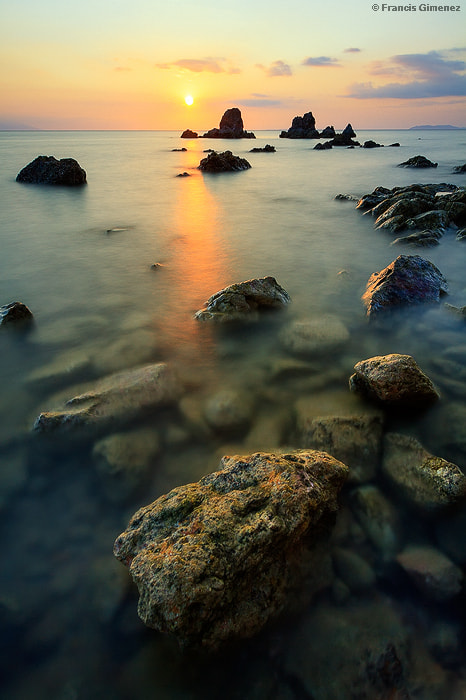
Uma imagem do gênero fotografia de natureza

Um gênero (português brasileiro) ou género (português europeu) fotográfico é uma categoria convencional que permite classificar diferentes trabalhos fotográficos com base em alguns temas ou características recorrentes.
Cada gênero fotográfico tem suas peculiaridades, conforme o gênero varia, as técnicas adotadas pelo fotógrafo que realiza a fotografia também variam, ao mesmo tempo que variam os equipamentos e materiais que o fotógrafo adota e que melhor se adaptam ao gênero. Os próprios fotógrafos profissionais tendem a se especializar em um único gênero ou subgênero.

## História
A fotografia foi-se estabelecendo ao longo do tempo, primeiro como um procedimento para retratar a paisagem e a arquitetura, depois como uma ferramenta para retratar a burguesia e o povo. Com o tempo, os fotógrafos diferenciaram seus interesses, desenvolvendo uma tendência natural para se especializar em determinados assuntos e técnicas. A crescente difusão do meio fotográfico conduziu ao desenvolvimento da sensibilidade estética e à investigação artística do novo instrumento, permitindo o seu acesso em exposições e museus. Também desempenhou um papel fundamental no desenvolvimento do jornalismo e da reportagem, além do aprimoramento da tecnologia contribuiu para sua extensão também na captura de imagens do espaço e do micromundo.
A evolução das técnicas e dos materiais, juntamente com a experimentação contínua dos fotógrafos profissionais, têm sido a base para a definição dos vários géneros fotográficos.

## Classificação dos gêneros
- Fotografia Still
- Fotografia de rua
- Astrofotografia
- Fotojornalismo[3]
- Fotografia de Glamour
- Fotografia de natureza
- Fotografia de viagem
- Fotografia documental
- Fotografia subaquática
- Fotografia paisagítica
- Fotografia esportiva
- Macrofotografia
- Fotografia de casamento
- Fotografia de moda
- Fotografia de arquitetura
- Retrato
- Fotografia de nu
- Fotografia de alimentos
- Fotografia de guerra
- Fotografia aérea

### Subgêneros
Os principais gêneros fotográficos, por sua vez, podem ter subgêneros de especialização. Por exemplo, o subgênero especializado em fotografia de alimentos pertence ao gênero Still Life.